# Best Friends (Schulsoap)
Best Friends ist eine Fernsehserie in Form einer Seifenoper für Kinder und Jugendliche, welche im Rahmen des Kinderprogrammfensters Zambo ausgestrahlt wurde. Sie wurde mit dem Sendestart von Zambo am 30. August 2010 zum ersten Mal gesendet. Best Friends wurde von Montag bis Freitag jeweils um 18:05 Uhr sowie an den Wochenenden jeweils vormittags zum ersten Mal ausgestrahlt. Eine Folge, mit Ausnahme der Doppelfolge 101, dauert rund zehn Minuten.
Ende November 2010 wurde bekannt, dass im Januar 2011 die Produktion für eine zweite Staffel der Serie beginnt. Die neuen Folgen wurden erstmals ab dem 25. April 2011 ausgestrahlt. Best Friends wurde von b&b endemol produziert.
Mit der Ausstrahlung im Frühling 2012 wurde die dritte und letzte Staffel gesendet.
Auf der Website von SRF Zambo können alle Folgen der Serie gratis online geschaut werden.

## Vorbild
Best Friends basiert auf der niederländischen Serie Spangas, von welcher die meisten Rollen und ihre Charaktere übernommen wurden. Manche Rollennamen wurden jedoch der schweizerischen Norm angepasst.

## Schauplatz
Schauplatz ist das fiktive Schulhaus Spalenbühl in der Schweiz.
Die Aussenszenen wurden in der Schweiz (vorwiegend im Kanton Aargau) gedreht. Die Schulhausszenen stammen aus einem Schulhaus in der Nähe von Amsterdam, welches auch Drehort von Spangas ist.

## Besetzung

### Hauptdarsteller
| Darsteller            | Rollenname                  | Einstieg  | Ausstieg  | Bemerkungen |
| --------------------- | --------------------------- | --------- | --------- | --- |
| Schüler:              |                             |           |           | |
| Vanessa Comte         | Jula Meier Sonderegger      | Folge 1   | Folge 100 | |
| Sanjiv Adhihetty      | Tobias "Töbu" Vonlanthen    | Folge 1   | Folge 150 | Bruder von Flip und Lena; Sohn von Frank Vonlanthen (Schulleiter); Freund von Leyla; in der Realität Bruder von Roshan Adhihetty (Flip) |
| Valérie Schneider     | Fiona Picaroon              | Folge 1   | Folge 150 | |
| Steve Devonas         | Beni (Benjamin) Keller      | Folge 1   | Folge 150 | |
| Anja Lopes            | Avalanche Da Silva          | Folge 1   | Folge 150 | |
| Elif Gencer           | Irmak Sertkaya              | Folge 1   | Folge 150 | |
| Aaron Arens           | Marko Ibraimi               | Folge 1   | Folge 150 | |
| Roshan Adhihetty      | Flip (Philip) Vonlanthen    | Folge 1   | Folge 150 | Bruder von Tobias und Lena; Sohn von Frank Vonlanthen (Schulleiter); in der Realität Bruder von Sanjiv Adhihetty (Tobias)               |
| Tanja Lehmann         | Lena (Magdalena) Vonlanthen | Folge 1   | Folge 150 | Schwester von Tobias und Flip; Tochter von Frank Vonlanthen (Schulleiter)                                                               |
| Basil Eidenbenz       | Luki (Lukas) Örtli          | Folge 1   | Folge 150 | |
| Anja Monn             | Jula Meier Sonderegger      | Folge 101 | Folge 150 | |
| Lehrer:               |                             |           |           | |
| Nathanael Schaer      | Jochen Dammann              | Folge 1   | Folge 150 | Lehrer für KuReX (Kultur, Religion und Gesellschaft); Ersatzlehrer für Mathematik; Freund von Silvan (homosexuell)                      |
| Isabella Schmid       | Rosmarie Roth               | Folge 1   | Folge 150 | Lehrerin für Deutsch |
| Jean-Christophe Nigon | Frank Vonlanthen            | Folge 1   | Folge 150 | Schulleiter; Vater von Tobias, Flip und Lena; Lehrer für Naturwissenschaften                                                            |
| Zdenko Jelcic         | Antonin Petrovic            | Folge 1   | Folge 150 | Hausmeister |

### Nebendarsteller

#### 1. Staffel
| Darsteller             | Rollenname      | Einstieg | Ausstieg  | Bemerkungen                                                                                                   |
| ---------------------- | --------------- | -------- | --------- | --- |
| Melina Bleuler         | Mona            | Folge 1  | Folge 10  | Schülerin |
| Cihan Inan             | Herr Sertkaya   | Folge 1  | Folge 150 | Vater von Irmak                                                                                               |
| Christian Samuel Weber | Ronny Keller    | Folge 3  | Folge 150 | Bruder von Beni                                                                                               |
| Noriana Nobashari      | Betty           | Folge 5  | Folge 150 | Frau von Benis Bruder                                                                                         |
| Joshua Schifferle      | Flo (Florian)   | Folge 6  | Folge 27  | Schüler |
| Miriam Japp            | Frau Flückiger  | Folge 6  | Folge 28  | Lehrerin für Englisch                                                                                         |
| Bahar Sarah Sarak      | Frau Sertkaya   | Folge 6  | Folge 11  | Mutter von Irmak                                                                                              |
| Baydar Oezcan          | Herr Kana       | Folge 9  | Folge 9   | Kunde des Einkaufsladens von Familie Sertkaya                                                                 |
| Sara Eberhart          | Katja           | Folge 11 | Folge 17  | Schülerin |
| Walter Küng            | Herr Wild       | Folge 11 | Folge 20  | Schulpflegspräsident                                                                                          |
| Arlette Wahlen         | Frau Vonlanthen | Folge 16 | Folge 150 | Frau von Frank Vonlanthen; Mutter von Flip und Tobias                                                         |
| Oliver Gerster         | Jim             | Folge 16 | Folge 16  | Reitlehrer |
| Nina Halpern           | Anna            | Folge 21 | Folge 29  | Bekannte von Beni                                                                                             |
| Max Sartore            | Cäsar           | Folge 21 | Folge 28  | Kleiderdealer                                                                                                 |
| Nils Habermacher       | Nick            | Folge 27 | Folge 28  | Helfer von Cäsar                                                                                              |
| Mischa Rugolo          | Goran           | Folge 27 | Folge 28  | Helfer von Cäsar                                                                                              |
| Joël von Mutzenbecher  | Steve           | Folge 21 | Folge 50  | Schüler |
| Ramona Fattini         | Carolin         | Folge 26 | Folge 36  | Schülerin |
| Claudia Lenzi          | Frau Huber      | Folge 31 | Folge 38  | Lehrerin für Mathematik; verlässt Spahlenbühl vorübergehend, um an Partnerschule in Nicaragua zu unterrichten |
| Omar Brem              | Alexander       | Folge 31 | Folge 40  | ehemaliger Fussballtorhüter der Schweizer U-17 Nationalmannschaft; jetzt querschnittsgelähmt                  |
| Marcel Schälchli       | Silvan          | Folge 44 | Folge 50  | Freund von Jochen Dammann (homosexuell)                                                                       |

#### 2. Staffel
| Darsteller           | Rollenname             | Einstieg | Ausstieg  | Bemerkungen                                    |
| -------------------- | ---------------------- | -------- | --------- | ---------------------------------------------- |
| Matthias Schoch      | Kevin                  | Folge 51 | Folge 59  | Schüler                                        |
| Janine Wille         | Aurelia Vanini         | Folge 51 | Folge 60  | Vikarin                                        |
| Kenneth Huber        | Ed Berger              | Folge 51 | Folge 60  | Zeitungsredaktor                               |
| Maria Thorgevsky     | Adelina Ibrahimi       | Folge 51 | Folge 60  | Mutter von Marko                               |
| Clara Seebach        | Chiara                 | Folge 53 | Folge 60  | imaginäre Schwester von Fiona                  |
| Wanda Wylowa         | Frau Picaroon          | Folge 53 | Folge 72  | Mutter von Fiona                               |
| Daniel Frei          | Herr Picaroon          | Folge 53 | Folge 72  | Vater von Fiona                                |
| Jessy Oswald         | Leyla                  | Folge 61 | Folge 150 | Schülerin; Ex-Freundin von Tobias              |
| Luzian Hirzel        | Jonathan               | Folge 69 | Folge 70  | Schüler                                        |
| Lisa Maria Bärenbold | Annabelle              | Folge 71 | Folge 80  | Schülerin                                      |
| Andrina Rohrbach     | Andrina                | Folge 71 | Folge 79  | Schülerin; spielt sich selbst                  |
| Christian Liniger    | Jean-Pierre            | Folge 75 | Folge 80  | Geocacher                                      |
| Sascha Pederiva      | Päde                   | Folge 76 | Folge 150 | Freund von Beni                                |
| David Imhoof         | Herr Meier-Sonderegger | Folge 76 | Folge 150 | Vater von Jula                                 |
| Robin Nidecker       | Paul                   | Folge 81 | Folge 150 | Schüler                                        |
| Diana Gatani         | Angela Balšić          | Folge 81 | Folge 150 | Schülerin                                      |
| Norbert Gubser       | Herr Zimmermann        | Folge 81 | Folge 150 | Altersheimbewohner; Mann von Frau Zimmermann   |
| Vreni Brun           | Frau Zimmermann        | Folge 81 | Folge 150 | Altersheimbewohnerin; Frau von Herr Zimmermann |
| Yannick Bachmann     | Elias                  | Folge 84 | Folge 150 | Schüler                                        |
| Fadil Hoxha          | Herr Balšić            | Folge 88 | Folge 150 | Vater von Angela                               |
| Fatime Hoxha         | Frau Balšić            | Folge 88 | Folge 150 | Mutter von Angela                              |

## Auszeichnungen
- Nomination für den Schweizer Fernsehpreis 2011 in der Kategorie Innovation[4]